# Valea Unghiului, Prahova
Valea Unghiului este un sat în comuna Jugureni din județul Prahova, Muntenia, România.
La sfârșitul secolului al XIX-lea, făcea parte din comuna Lapoș, plasa Tohani, județul Buzău, având 320 de locuitori. A trecut la comuna Jugureni în 1968.